# 목도리도마뱀
목도리도마뱀(Frilled lizard)은 아가마과에 속하는 도마뱀의 일종이다. 이 종은 오스트레일리아 북부와 뉴기니섬 남부가 원산지이다. 이 종은 목도리도마뱀속의 유일한 종이다. 일반적인 이름은 목 주위에 있는 큰 목도리로, 일반적으로 도마뱀의 몸에 대고 접힌 상태로 유지된다. 목도리도마뱀은 머리부터 꼬리 끝까지 90cm까지 자라며 무게는 600g에 달하고, 수컷이 암컷보다 더 크고 튼튼하다. 도마뱀의 몸은 일반적으로 회색, 갈색, 오랜지색-갈색 또는 검은색이다. 목도리는 빨간색, 주황색, 노란색 또는 흰색이다.
목도리도마뱀은 대부분의 시간을 나무에서 보내며 대부분의 시간을 나무에서 보낸다. 먹이는 주로 곤충과 기타 무척추동물로 구성되어 있다. 우기에는 근처나 땅에서 더 많은 시간을 보내고 건기에는 덜 관찰되며, 건기에는 상부 임관층 가지에 그늘을 찾는다. 건기 후반과 우기 초반에 번식한다. 이 도마뱀은 목도리를 사용하여 포식자를 겁주고 다른 개체에게 보여준다. 이 종은 국제자연보전연맹에서 가장 덜 우려하는 것으로 간주된다.
수컷과 암컷은 사회적 접촉을 할 때 목도리를 세우는데, 이는 목도리도마뱀의 커뮤니케이션 수단으로 볼 수 있다. 이 기능의 발달은 적응뿐만 아니라 동종 관계와도 관련이 있다.

## 묘사

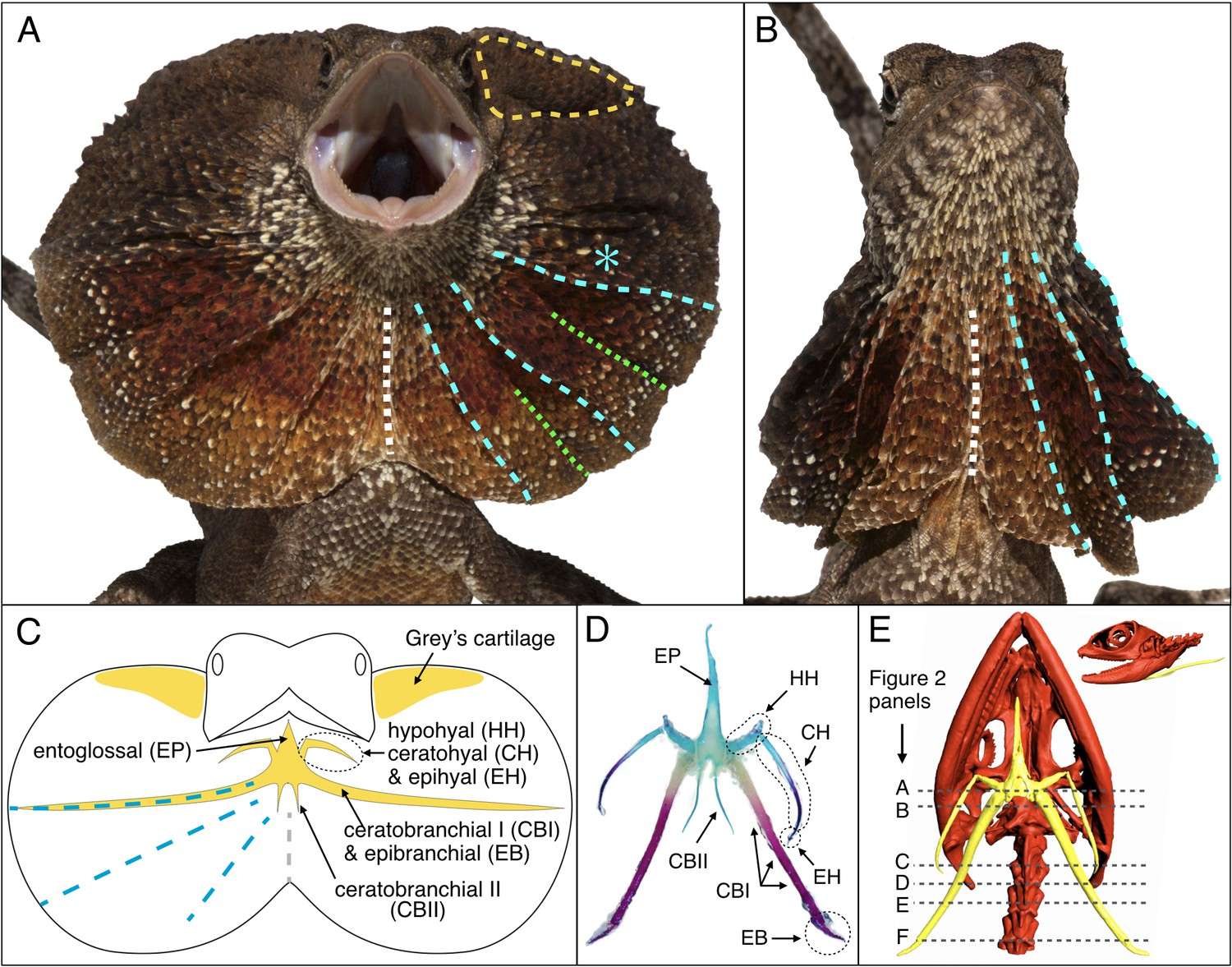
목도리도마뱀의 목도리 구조

목도리도마뱀은 총 길이가 약 90cm, 머리-몸길이가 27cm이고 몸무게는 최대 600g까지 자란다. 특히 크고 넓은 머리, 프릴을 수용할 수 있는 긴 목, 전체 길이의 대부분을 차지하는 긴 다리와 꼬리를 가지고 있다. 이 종은 성적으로 이형적이며 수컷이 암컷보다 크고 프릴, 머리, 턱이 비례적으로 크다. 목도리도마뱀의 눈꼬리는 뾰족하고 둥근 콧구멍은 서로를 향하고 아래쪽으로 각도를 맞춘다. 도마뱀의 비늘은 대부분 굽이쳐 있으며 중앙 아래로 능선이 있다. 등뼈에서 옆으로 갈수록 비늘은 작은 것과 큰 것을 번갈아 가며 나뉜다.
독특한 프릴은 머리와 목에서 뻗어 있는 피부 덮개로 여러 개의 접힌 능선이 있다. 프릴을 완전히 펼치면 디스크 모양이 되며, 지름이 동물 몸통 길이의 4배 이상, 너비가 약 30cm에 달할 수 있다. 프릴을 펼치지 않으면 목과 어깨에 걸쳐 망토를 두른 것처럼 몸을 감싼다. 프릴은 좌우 대칭이며, 오른쪽과 왼쪽은 아래쪽에 V자 모양으로 부착되어 있으며 연골 모양의 결합 조직은 상단부와 귀 입구 근처의 머리 양쪽을 연결한다. 프릴은 막대 모양의 목뿔뼈로 지지되며, 이 뼈, 아래턱 및 연골의 움직임에 의해 퍼져 있다. 이 구조는 주로 포식자에게 위협이 되고 개인 간의 의사소통을 위해 기능한다. 접었을 때 위장 역할을 할 수도 있지만, 이는 선택 압력의 결과일 가능성은 낮다. 프릴은 방향성 마이크처럼 작동하여 앞에서는 소리를 더 잘 들을 수 있지만 주변에서는 들리지 않을 수 있다. 음식 보관, 활공 또는 온도 조절과 같은 다른 제안된 기능에 대한 증거는 없다.
목도리도마뱀은 등쪽 색깔이 회색, 갈색, 주황빛 갈색, 검정색 등으로 다양하며, 배쪽은 보다 연한 흰색 또는 노란색을 띤다. 수컷은 배가 어두운 색이지만 가슴은 더 밝은 색이다. 배면과 측면에는 짙은 갈색 무늬가 흩어져 있어 꼬리 부분에서 띠 모양으로 합쳐진다. 목도리의 색상은 서식 지역에 따라 다르다. 오드강 서쪽에 사는 개체는 붉은색 목도리를, 강과 카펀테리아 생물 분포 경계 사이에 사는 개체는 주황색 목도리를, 경계 동쪽에 사는 개체는 노란색에서 흰색 목도리를 가진다. 뉴기니섬에 서식하는 목도리도마뱀은 노란 목도리를 지닌다. 더 화려한 색의 목도리는 흰색 반점을 가지기도 하며, 이는 위협 또는 과시 행동에 효과를 더하는 것으로 보인다. 목도리 색깔은 주로 카로티노이드와 프테리딘 색소에 의해 형성되며, 붉거나 주황색 목도리를 지닌 개체는 노란색 또는 흰색 목도리를 지닌 개체보다 카로티노이드를 더 많이 함유하고 있다. 노란색과 흰색 목도리를 가진 개체는 프테리딘 색소가 부족한 특징도 보인다. 노란색 색소는 높은 수준의 스테로이드 호르몬과 연관이 있는 것으로 나타났다.

## 분포 및 서식지
목도리도마뱀은 오스트레일리아 북부와 뉴기니섬 남부에 서식한다. 오스트레일리아 분포 지역은 웨스턴오스트레일리아주 킴벌리 지역에서 동쪽으로 노던 준주의 탑엔드를 거쳐 퀸즐랜드주 케이프요크반도와 인근의 무랄루그섬, 바두섬, 모아섬, 남쪽으로 브리즈번에 이르기까지 다양하다. 뉴기니섬에서는 파푸아뉴기니와 인도네시아 양쪽의 트랜스플라이 생태계에서 서식한다. 주로 사바나와 경엽수에 서식하고, 토양 배수가 양호하고 다양한 수종인 유칼립투스 종을 선호하며, 대부분 멜랄루카와 판다누스 나무가 있는 낮은 평원을 피한다. 목도리도마뱀은 또한 지상에서 먹이를 더 잘 찾을 수 있기 때문에 지상에 식생이 적은 지역을 선호한다.

## 행동생태학

자연 환경에서 위장 상태를 보여주는 목도리도마뱀

목도리도마뱀은 주행성 (낮에 활동하는)이고 수목 생활을 하는 종으로, 하루의 90% 이상을 나무 위에서 보낸다. 지상에서는 가능한 한 짧은 시간만 머무르며, 주로 먹이를 먹거나 사회적 상호작용을 하거나 다른 나무로 이동할 때 내려온다. 수컷은 암컷보다 더 많이 이동하며, 카카두 국립공원)에서는 수컷이 하루 평균 69m를 이동하는 반면, 암컷은 평균 23m만 이동하는 것으로 나타났다. 같은 지역에서 수컷의 평균 활동 범위는 건기에는 1.96헥타르, 우기에는 2.53헥타르였고, 암컷은 각각 0.63헥타르와 0.68헥타르를 사용했다. 수컷 목도리도마뱀은 목도리를 펼쳐 자신의 영역을 과시하며 경계한다. 이 종은 두 발로 걷는 이족보행이 가능하며, 사냥 중이거나 포식자로부터 도망칠 때 이러한 방식으로 움직인다. 균형을 유지하기 위해 머리를 뒤로 크게 젖혀 꼬리의 기저부와 일직선이 되도록 한다.
이 도마뱀은 우기 동안 더 활발히 활동하며, 이때 더 작은 나무를 선택하고 지면 가까이에서 더 자주 보인다. 건기에는 더 큰 나무를 사용하며, 더 높은 곳에서 발견된다. 목도리도마뱀은 건기 동안 불활성 상태에 들어가지 않지만, 먹이와 물이 부족할 때 에너지 소비와 대사율을 크게 줄일 수 있다. 체온은 최대 40°C에 이를 수 있다. 이 종은 아침과 해질 무렵에 나무의 주요 줄기에서 수직으로 일광욕을 하지만, 건기에는 에너지와 수분을 더 잘 유지하기 위해 더 낮은 체온에서 일광욕을 멈춘다. 기온이 더 오르면, 그늘을 찾아 수관의 더 높은 곳으로 올라간다. 목도리도마뱀은 큰 나무와 흰개미집을 야생 화재 중 피난처로 사용한다. 숲이 불타면, 이 도마뱀은 수관이 더 연속적인 나무를 선택한다.

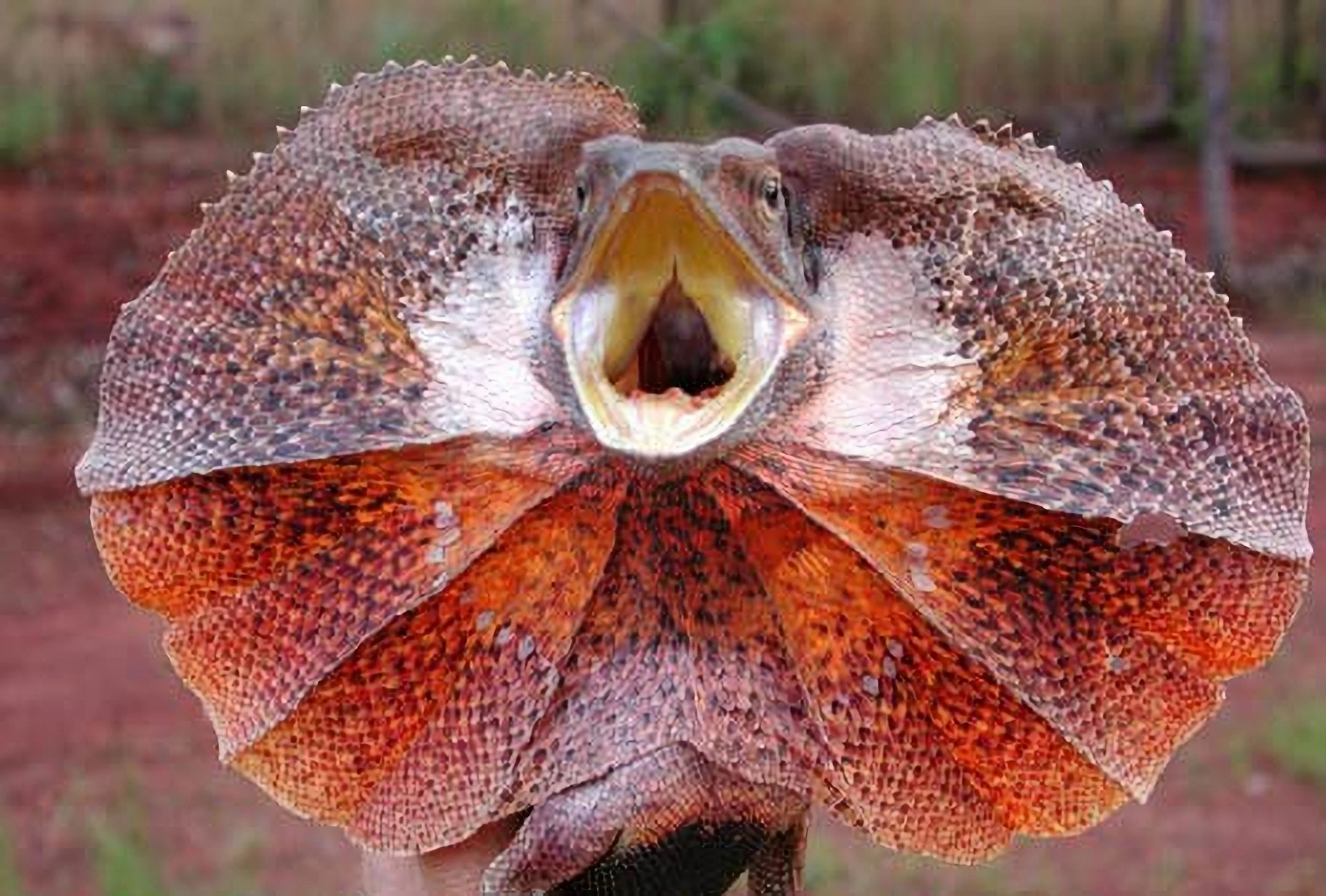
위협 자세를 취하는 목도리도마뱀

목도리도마뱀은 주로 곤충과 기타 무척추동물을 먹고, 매우 드물게 척추동물을 섭취한다. 주요 먹이는 흰개미, 개미, 지네 등이 있으며, 특히 흰개미는 건기 동안 중요한 먹이원이 된다. 나방 애벌레는 우기 동안 중요한 먹이가 된다. 개미의 섭취는 건기 초기에 발생한 화재 이후 감소하지만, 후반기에 발생한 화재 이후 다시 증가한다. 이 종은 숨어서 기다리는 포식자로, 나무 위에서 잠재적인 먹이를 관찰하다가 이를 발견하면 나무에서 내려와 두 발로 달려가서 네 발로 내려먹이를 잡아먹는다. 먹이를 먹은 후에는 다시 나무 위로 올라간다.
목도리도마뱀은 맹금류, 더 큰 도마뱀, 뱀 등의 포식자로부터 위협을 받는다. 위협을 받을 경우, 목도리도마뱀은 목도리를 펼쳐 몸집을 더 크게 보이게 한다. 이 위협 행동에는 입을 벌리고, 몸을 부풀리며, 피부를 부풀리고, 쉿쉿 소리를 내고, 꼬리를 휘두르는 등의 동작이 동반된다. 경우에 따라 포식자를 피해 도망치거나 숨기도 한다. 여러 종의 선충이 소화관에 기생하며, 크립토스포리디움증으로 인해 폐사한 개체가 최소 한 차례 기록된 바 있다.
목도리도마뱀은 건기 후반에서 우기 초반 사이에 번식할 수 있다. 경쟁하는 수컷들은 입을 벌리고 목도리를 펼치는 행동을 통해 위세를 과시하며, 이 과정에서 싸움이 벌어지기도 한다. 싸움에서는 서로에게 달려들어 머리를 물기도 한다. 암컷은 얕은 공동을 파서 알을 남긴다. 암컷은 한 시즌에 여러 개의 알무더기를 낳을 수 있으며, 한 번의 알무더기에 담긴 알의 수는 4개에서 20개 이상까지 다양하다. 부화 기간은 2개월에서 4개월까지 이어지며, 온도가 온화할수록 수컷의 비율이 높고 극단적인 온도에서는 암컷의 비율이 높아진다. 부화한 새끼는 성체보다 비율적으로 작은 목도리를 가지고 있다. 도마뱀은 먹이가 풍부한 우기 동안 성장하며, 수컷이 암컷보다 더 빠르게 자란다. 어린 수컷은 부화한 장소에서 더 멀리 퍼지는 경향이 있다. 이 종은 2년 이내에 성적으로 성숙하며, 수컷은 최대 6년, 암컷은 최대 4년까지 산다.

## 보존
국제자연보전연맹(IUCN)은 목도리도마뱀을 개체 수가 풍부하고 넓은 분포 범위를 가지고 있기 때문에 최소관심종으로 분류하지만, 일부 지역에서 개체 수가 국지적으로 감소하고 있을 수 있다고 경고한다. 이 종은 애완동물 거래에서 인기가 있으며, 이는 일부 야생 개체군을 위협할 수 있다. 대부분의 애완용 도마뱀은 인도네시아에서 오는 것으로 보이는데, 이는 오스트레일리아와 파푸아뉴기니에서 이 종의 수출이 금지되어 있기 때문이다. 그럼에도 불구하고, 인도네시아 정부는 목도리도마뱀을 보호 식물 및 동물의 종류에 관한 환경림부 장관 규정 제20조에 따라 보호종으로 지정했다. 사육 상태에서 번식이 어려우므로, 사육 번식된 것으로 추정되는 많은 도마뱀들이 사실은 야생에서 포획되었을 가능성이 있다. 목도리도마뱀은 길고양이에 의해 위협받을 수도 있지만, 침입종인 사탕수수두꺼비에 의해 눈에 띄게 영향을 받는 것 같지는 않다.